# Saarbrücken-Von der Heydt

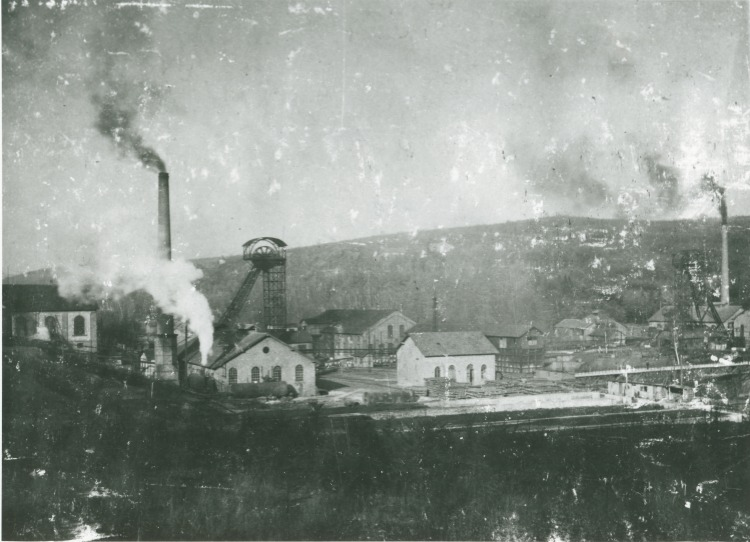
Gruvan cirka 1890.

Von der Heydt är en före detta kolgruva i Saarbrücken i Saarland i Tyskland. Kolgruvan var i drift mellan 1850 och 1932. Von der Heydt utgör ett distrikt i stadsdelen Saarbrücken-Burbach. Motorvägen A1 passerar förbi Von der Heydt.